# Лириэль Бэнр
Лириэль Бэнр (англ. Liriel Baenre) темная эльфийка-дроу, персонаж книг Элейн Каннингем о вселенной Forgotten Realms.

## Биография
В каждом обществе, независимо от того насколько оно организованно, есть индивидуумы, выпадающие из рамок. С самого раннего детства Лириель Бэнр нарушала порядок, установленный в Мензоберранзане. Её мать, младшая дочь одного из низших домов, обладала небольшим талантом к волшебству, но её исключительная красота привлекла внимание архимага Громфа Бэнр, одного из немногих мужчин с достаточной властью, чтобы иметь свободу выбора. Он взял Сосдриэль Вандри в любовницы. Когда он обнаружил, что дочь, рожденная от этого союза, имела потенциал волшебника — редкий дар среди женщин Мензоберранзана — он убил Сосдриэль, чтобы иметь возможность объявить её ребёнка как собственного.

### Детство
Громф не останавливался ни перед какими затратами на обучение ребёнка. В возрасте, когда большинство детей дроу все ещё кормят грудью, Лириель была отправлена в дом Шобалар, клан, выдающийся своими женщинами-волшебницами и их репутацией как превосходных преподавателей. После Кровавой церемонии, она была удалена из Дома Шобалар и обучалась у наставников, отобранных Громфом. Лириель ничего не запрещалось — частично потому, что Громф потворствовал ей, и частично потому, что он игнорировал её. В очень раннем возрасте она жила в собственном особняке, полном слуг, с маленьким зверинцем из экзотических домашних животных и дорогим собранием знаний и книг заклинаний.
Так как Мензоберранзан абсолютно матриархален, дети рассматриваются абсолютной собственностью их матерей. Отцовство редко подтверждается и никогда не имеет значения. В соответствии с законом и традицией дочь Громфа технически не являлась Бэнр, но никто не считал возможным указать на это архимагу. Лириель находилась между слоями общества и в результате она наслаждалась необычной свободой. Это состояние продолжалось, пока она не достигла почти сорока лет, это приблизительно человеческая девушка семнадцати лет.

### Юность
Юные годы Лириель по стандартам дроу были идеальными. Широкий круг друзей — который в обществе темных эльфов означает людей, с которыми вы общаетесь пока они не попробуют вас убить — и активную социальную жизнь. Лириэль была чрезвычайно популярна в своем кругу: кругу дочерей младших домов и богатых простолюдинов. И хотя основным для них была её связь с первым домом Мензоберранзана, красота Лириель, богатство и интерес к жизни также привлекали к ней людей. Её страсть к колдовству соседствовала с жадным любопытством и подлинной любовью к хорошим товарищеским отношениям. В дополнение к её занятиям и ожидаемым льготам от высшего света дроу, Лириель наслаждалась компанией «социальных отбросов». В очень раннем возрасте она убегала от опекунов из Шобалар, пить и бросать ножи с наемниками дроу. Она изучила Общий язык, на котором говорят рабы с поверхности. Её любопытство завело её в приключения в диком Подземье. И даже там она нашла друзей, вроде безумного двухголового глубинного дракона. Обмен колдовскими компонентами, глубокие познания дракона помогли Лириель увеличить и упорядочить её необычные возможности.
Все это пришло к концу со смертью бабушки Лириель, Матери Бэнр. Когда сестра Громфа Триель стала Матерью Бэнр, она приказала, чтобы Лириель пришла в Арах Тинилит. Впервые свобода Лириель была серьёзно ограничена. Чтобы уберечь её от сокрушительного удара наложенных ограничений и напомнить ей, что она прежде всего волшебница, Громф дал ей книгу заклинаний перемещения. Эта книга открыла глаза Лириель на возможность, которую она никогда не прежде рассматривала: приключение на поверхности. Единственное что смущало её — это знание, что волшебство дроу не выдержит жгучей мощи солнца. Лириель посвятила почти тридцать пять лет изучению этого искусства. Это знание определило её самую суть, поэтому невозможно было просто забыть о нём и начать все сначала. Когда она натолкнулась на Виндвалкер, человеческий артефакт, который предложил ей способ сохранить её способности на поверхности, она не сомневалась ни секунды.
Началось все достаточно просто: разбалованная принцесса, приученная идти всегда только своим путём, чтобы избежать социальных ограничений, решила чуть развлечься запрещенной забавой. Но Виндвалкер был большим, чем Лириель думала, и её приключения вскоре потребовали, чтобы она также стала чем-то большим, чем она даже мечтала.

## D&D-характеристика
- Раса: тёмный эльф-дроу, женщина.
- Класс: волшебник 11/клирик 3/воин 1.
- Мировоззрение: нейтрально-добрая.
- Специальные атаки: подобные заклинаниям способности, изгнать нежить 6/день
- Специальные качества: темновидение 120 футов., черты дроу, SR 26
- Спасброски: Стойкость +9, Реакция +9, Воля +12
- Сила 12, Ловкость 16, Телосложение 13, Интеллект 20, Мудрость 14, Харизма 16
- Навыки и умения: Блеф +4, Подъём +2, Концентрация +14, Создание (руна) +8, Дипломатия +7, Лечение +5, Скрытность +12, Запугивание +4, Чувство направления +4, Знание (Аркана) +16, Знание (Местное) +6, Знание (Религия) +8, Знание (Планы) +6, Слух +6, Бесшумное Движение +14, Исполнение (танец) +4, Профессия (рыболов) +3, Профессия (моряк) +3, Гадание +8, Поиск +12, Чувство Мотива +6, Колдовство +16, Обнаружение +6, Плавание +6; Адаптация к Дневному Свету, Фокусировка на Экзотическом Оружии (бола), Фокусировка на Экзотическом Оружии (метательные пауки), Повышенная Инициатива, Начертание Руны, Молниеносные рефлексы, Ускоренное Заклинание, Написание Свитка, Бесшумное Заклинание, Проникновение заклинаний, Дар к Колдовству (волшебник)
- Специальные качества:
  - Подобные Заклинаниям Способности: 1/день — танцующие огни, темнота, огоньки. Уровень колдовства 15-й; спасбросок DC 13 + уровень заклинания.
  - Черты дроу: Лириель имеет иммунитет к заклинаниям и эффектам магического сна. +2 расовый бонус заклинания или эффекта очарования, и +2 расовый бонус к Воле против заклинаний или подобным заклинаниям способностей. Она имеет право на проверку Поиска в пределах 5 футов от секретной или скрытой двери как если бы вела активный поиск. Лириель также имеет +2 расовый бонус к проверкам Слуха, Обнаружения и Поиска (уже отображенный в статистике, данной выше). Domain период.
  - Божество: прежде Лолс; в настоящее время Эйлистри. Области: прежде Хаос и Темнота. Обратите внимание: Лириель — экс-клирик Лолс и ещё не получила уровни клирика у нового божества. В результате она потеряла доступ ко всем заклинаниям и особенностям класса, и она не может получать уровни как клирик Лолс, пока она не искупит (см. описание периода искупления в Руководстве Игрока).
- Имущество: Адамантиновая кольчуга (+2 бонус совершенства), адамантиновый короткий меч, маленький болас, ботинки эльфа-дроу, большой пифивафи, метательные пауки, кольцо подводного дыхания, Книга Порталов (описана ниже).
- Языки: Обычный, Дроу, Эльфийский, Гоблинский, Гигантов, Драконий

## Книги, где появляется Лириель
- «Дочь дроу» (Daughter of the Drow), 1995 (2004 переиздание)
- «Паутина» (Tangled Webs), 1996 (2005 переиздание)
- «Крылья ворона» (Windwalker), 2003 (2006 переиздание)